# الدوري الإيطالي 1973–74
الدوري الإيطالي الدرجة الأولى 1973–74 (بالإيطالية: Serie A 1973-1974)‏ هو موسم من الدوري الإيطالي الدرجة الأولى. أقيم خلال الفترة 7 أكتوبر 1973 وحتى 19 مايو 1974، وفاز فيه نادي لاتسيو.